# Go West – Freiheit um jeden Preis
Go West – Freiheit um jeden Preis ist ein zweiteiliges deutsches Geschichtsdrama unter der Regie von Andreas Linke aus dem Jahr 2010, das von der Produktionsfirma teamWorx realisiert worden ist. Im Mittelpunkt steht Frank Korbach, der mit seinen Freunden Thomas Peitz und Alex Baumgarten 1984 aus der DDR in die Bundesrepublik Deutschland flüchtet und dabei von der Stasi verfolgt wird.
Seine Premiere feierte der Film am 26. Juni 2010 auf dem Festival Großes Fernsehen, die Erstausstrahlung erfolgte am 6. und 7. Januar 2011 auf ProSieben.

## Handlung

### Teil 1
Im Frühsommer 1984 planen die Freunde Thomas und Alex aus Brandenburg an der Havel ihren Traum von der Flucht aus der DDR nach Westdeutschland zu verwirklichen. Thomas gilt in der Deutschen Demokratischen Republik als fahnenflüchtig, da er nicht zum Wehrdienst erschienen ist. Als der 18-jährige Frank, der eigentlich nicht mitflüchten möchte, um Schauspieler in Ost-Berlin werden zu können, seine Freunde Thomas und Alex zur Grenze nahe Oschersleben fährt, taucht dort eine Staatssicherheitseinheit auf, um die Flucht aus der DDR zu verhindern. Jedoch gelingt es den Freunden, rechtzeitig zu entkommen. Frank hat nun als enttarnter Fluchthelfer keine andere Wahl, als mitzuflüchten.
Von da an werden die jungen Männer von der Stasi verfolgt. Verantwortlich sind Franks Vater, der Major Kurt Korbach, und der Leutnant Frey.
Auf Rat von Franks Mutter fahren die Jugendlichen nach Gera zu Max Steiner, einem erfahrenen Fluchthelfer, der früher mit Kurt Korbach befreundet war. Korbach wusste nicht, dass seiner Frau Steiners Adresse bekannt war. Dort treffen sie auch Max’ Tochter Maria. Max stellt den Plan auf, über die deutsche Botschaft in Belgrad in die Bundesrepublik Deutschland zu gelangen. Kurz vor der tschechoslowakischen Grenze trennt sich die Gruppe, um unerkannt durch die Wälder zu kommen und sich in Prag zu treffen. Alex wird vom tschechoslowakischen Grenzschutz erwischt und nach Übergabe an die Stasi von Korbach und Frey verhört. Korbach kann Alex überreden, als Spitzel für die Stasi zu agieren, um so Steiner und seine Helfer verhaften zu können.
Alex erreicht den vereinbarten Treffpunkt in Prag rechtzeitig, um mit den anderen per Zug nach Ungarn weiterfahren zu können. Frey und Kurt Korbach spüren die Gruppe am Bahnhof auf und stellen sie.

### Teil 2
Am Bahnsteig kommt es zu einem Feuergefecht, bei dem Thomas verletzt und Steiner erschossen wird. Die Jungen und Maria erhalten zunächst Hilfe von einem Priester, dann von einem russischen Fluchthelfer, den sie durch Steiner kennengelernt hatten. Maria wird von der Stasi erwischt, kann aber von dem russischen Fluchthelfer befreit werden. Mit neuen Pässen und Bargeld fahren sie mit dem Zug nach Budapest. Durch einen Telefonanruf von Alex erfährt die Stasi wieder ihren Aufenthaltsort.
Thomas’ Schussverletzung beginnt ihn stark zu schwächen, weshalb sie zunächst nicht weiterflüchten können. Sie quartieren sich in einem Nobelhotel ein. Frank und Maria kommen sich näher. Am nächsten Tag, als es Thomas besser geht, erreichen sie den Zug nach Belgrad in Jugoslawien. Kurt Korbach und Frey kennen das Ziel und steigen ebenfalls in den Zug. In einem Showdown stellt Alex sich für seine Freunde der Stasi in den Weg, um sie aufzuhalten. Thomas, Frank und Maria flüchten über einen Grenzfluss nach Jugoslawien, wobei Kurt Korbach Frey daran hindert, auf seinen Sohn zu schießen. Alex und Kurt Korbach werden festgenommen, Korbach flieht.
Die Freunde erreichen die Botschaft der Bundesrepublik Deutschland in Belgrad und erhalten westdeutsche Pässe. Am Belgrader Flughafen werden sie jedoch von Frey und seinen Leuten aufgegriffen, unmittelbar danach von Kurt Korbach jedoch wieder befreit. Nun fliegen sie unbehelligt nach München.
Fünf Jahre später, nach dem Mauerfall, besucht Frank zusammen mit Thomas und Maria seine Eltern und auch Alex, der in der DDR geblieben war.

## Hintergrund

### Produktion
Produziert wurde der Zweiteiler von der Firma teamWorx, die bereits Filme wie Die Flucht oder Dresden gestaltet hat. Als Produzenten fungierten Christian Rohde und Jürgen Schuster, die den als TV-Event bezeichneten Film in Zusammenarbeit mit Marco Gilles und Daniel Mann von gilles mann filmproduktion im Auftrag von ProSieben und SevenOne International realisierten. Gefördert wurde Go West mit Mitteln der Mitteldeutschen Medienförderung, dem Medienboard Berlin-Brandenburg und dem FilmFernsehFond Bayern.
Die Dreharbeiten fanden zwischen Frühjahr und Sommer 2009 größtenteils in Städten der ehemaligen DDR wie Chemnitz oder Dresden statt sowie in Brandenburg und Bayern. Manche Handlungen des Films wurden in Prag gedreht.

### Veröffentlichung
Die Premiere feierte der von ProSieben als Geschichtsdrama bezeichnete Film am 26. Juni 2010 im Rahmen des Festival Großes Fernsehen beim Medienforum.NRW unter Anwesenheit der Hauptdarsteller und einiger Crewmitglieder.
Bevor Go West – Freiheit um jeden Preis im Fernsehen lief, wurde er am 6. Dezember im Berliner Kino Babylon der Öffentlichkeit zum zweiten Mal vorgeführt.
Der Film wurde am 6. und 7. Januar 2011 auf ProSieben als deutsche Erstausstrahlung in der Primetime gesendet. Als Gesamtpublikum wurden 2,18 Millionen Zuschauer bei einem Marktanteil von 6,4 % gemessen.
Der Film wurde kurz nach der Fernsehausstrahlung mit einem etwa zehnminütigen Making-of von der Medien-Unternehmensgruppe Kinowelt auf DVD veröffentlicht.

## Kritik
„Fluchtdramen hat es schon viele gegeben, aber noch keines, das so genau auf die junge Zielgruppe zugeschnitten war. Regisseur Andreas Linke inszeniert temporeich, mit moderner Bildsprache Lebensbedingungen und setzt auf überraschende Wendungen. […] detailgenaue Ausstattung bilden den Hintergrund für das Actiondrama, Ostalgie hat darin keinen Platz.“

„[…] Der Titel klang ganz nach einem DDR-Flucht-Zweiteiler mit schnulziger Liebesgeschichte nach Sat.1-Gusto und schon allein das dürfte viele typische ProSieben-Zuschauer abgeschreckt haben, auch wenn er von seiner Machart her mit viel Action auf das ProSieben-Publikum zugeschnitten war.“

„Stimmiges Fluchtdrama aus der Zeit des Kalten Krieges, und auch das Tempo zieht noch einmal an. Fazit: Packende Beschwörung einer dunklen Epoche“

„Ein Stoff wie dieser auf einem Sender wie ProSieben ist schon etwas Ungewöhnliches. Immerhin spielt die Handlung zu einer Zeit, da viele der am heftigsten umkämpften Zuschauer im jungen Publikumssegment noch gar nicht geboren waren, was gerade den Privatsendern gerne als Entschuldigung dient, von historischen Stoffen Abstand zu nehmen. Natürlich hat man den Stoff gewissen publikumsspezifischen Anpassungen unterzogen, was Tempo und Darstellungsweise angeht. […] Der Film [wirkt] auf eine erfrischende Weise ehrlich. Einziger Wermutstropfen: Das etwas kitschig geratene Ende in der Belgrader Botschaft […].“

## Auszeichnungen
- Nominierung für den Deutschen Fernsehpreis 2011 in der Kategorie Bester Mehrteiler